# Sparbanken Väst
Sparbanken Väst var en svensk regional sparbank med huvudkontor i Vänersborg, bildad 1986 genom sammanslagning av Vänersborgs sparbank, Uddevalla sparbank, Trollhättans sparbank, Åmåls sparbank och Lysekils sparbank.
Bildandet av Sparbanken Väst om dess utformning hade diskuterats under ett antal år. I januari 1984 beslutade styrelserna för Uddevalla, Vänersborgs, Lysekils och Trollhättans sparbanker att de skulle gå samman, men fusionen genomfördes inte då på grund av den höga vinstdelningsskatten.
Två år senare hade regeringen lämnat signaler om att lagen skulle ändras och fusionen kunde påbörjas igen. I januari 1986 meddelade Vänersborgs, Uddevalla, Trollhättans, Åmåls och Lysekils sparbanker att de skulle gå samman.
Under 1991 gick Sparbanken Väst och tio andra regionala sparbanker samman i Sparbanksgruppen, som 1992 skulle bilda Sparbanken Sverige med Sparbankernas Bank och Svenska Sparbanksföreningen, som i sin tur blev en del av Föreningssparbanken 1997.